# Quichuana simonetta
Quichuana simonetta är en tvåvingeart som beskrevs av Hull 1946. Quichuana simonetta ingår i släktet Quichuana och familjen blomflugor. Inga underarter finns listade i Catalogue of Life.